# 林暁宇
林 暁宇（はやし ぎょうう、1923年4月17日 - 2007年4月29日）は、浄土真宗の僧侶。
北海道浦幌町生まれ。1938年更別村旭小学校高等科卒業。1940年肺結核で自宅療養。仏教誌『慈悲の国』により、病弱の念仏者・赤禰貞子を知る。1943年北海道庁十勝支庁に勤務。1949年暁烏敏に会い、明達寺に入り得度。1954年『暁烏敏全集』編集担当。1956年肺結核再発、左肺上葉切除。1963年結婚。1969年明達寺を出て放浪。1970年小豆島に住み、四軒長屋の片隅を借りて「具足舎」と名づける。1980年札幌市に移住。1998年石川県鳥越村のケアハウスに入る。2001年能美市鍋谷町に移る。2007年3月仏教伝道文化賞受賞。

## 著書
- 『三味線婆ちゃん 念仏内局の陰に』具足舎　1982　東本願寺出版部　1986
- 『弥陀にとられて丸裸 追想・三味線婆ちゃん』具足舎　1984
- 『野麦峠を越えて 飛騨おみな念仏の頌』具足舎　1988
- 『開けて悔しき玉手箱』具足舎　1989　人はなぜ教えにあわねばならないか
- 『もしよきひとにあわざれば 私の出遇った念仏者』真宗大谷派宗務所出版部　1990
- 『われらは生死を併有す』具足舎　1990　人はなぜ教えにあわねばならないか
- 『みんなおあめださまのおかげです 三味線婆ちゃんのことば』澤田悌二編　具足舎　1991
- 『人間死ねば仏になる 法事の話 林暁宇講演録』具足舎　1992
- 『むなしさをこえる』真宗大谷派宗務所出版部　1992　東本願寺伝道ブックス
- 『死の向うに大いなる光が見える』編　具足舎　1993　人はなぜ教えにあわねばならないか
- 『言葉だけの教えでは本当の仏法はわからない』具足舎　1995　人はなぜ教えにあわねばならないか
- 『腹が立つので喧嘩ができん 北の大地の念仏者前田政直』編　具足舎　1996　人はなぜ教えにあわねばならないか
- 『蓮如上人いまさずは』編　具足舎　1997　人はなぜ教えにあわねばならないか
- 『まことなるかなや 私にとっての清沢満之先生』編　具足舎　1998
- 『あるがままないがまま 放送三味線婆ちゃん』具足舎　1999
- 『生死を超える道』広大舎　2001
- 『念仏申さるべし』具足舎　2001　人はなぜ教えにあわねばならないか
- 『ほんとうにしたいことがあったらそれをやれ わが師暁烏敏の教え』具足舎　2002　人はなぜ教えにあわねばならないか
- 『暁烏先生と報恩講』具足舎　2003
- 『おたまじゃくしと人間』具足舎　2003　人はなぜ教えにあわねばならないか
- 『帰依処のあれば』具足舎　2004　人はなぜ教えにあわねばならないか
- 『真宗は時代を超えて 二〇〇四年度能登教区第六組同朋大会記念講演』具足舎　2004
- 『それで死んでも悔いなかろう 私の出遇った暁烏先生』北國新聞社出版局　2004　十方叢書
- 『妙なるいのちこのいのち 赤禰貞子さん　私はなぜ教えにあわねばならなかったか』具足舎　2004
- 『二つの出遇い』具足舎　2004
- 『降る雪さえもあったかい　私はなぜ教えにあわねばならなかったか』具足舎　2004
- 『略伝暁烏敏』編　具足舎　2004
- 『賜る願い限りなく 暁烏先生に愛された田舎の人びと』北國新聞社出版局　2005　十方叢書
- 『念仏者は罪業の報いを受けない　私はなぜ教えにあわねばならなかったか』具足舎　2006
- 『病・老・死の世を生かされて　私はなぜ教えにあわねばならなかったか』具足舎　2006
- 『桃太郎の念仏　私はなぜ教えにあわねばならなかったか』具足舎　2006
- 『坊主は乞食だぞ 願われて生きる』樹心社 2007
- 『いのちが求めるもの』念林舎　2008

## 参考
- 紀伊國屋書店ブックウェブ: